# Torre del Lago Puccini
Torre del Lago Puccini, anche conosciuta semplicemente come Torre del Lago, è la frazione del comune di Viareggio, in provincia di Lucca, unica rimasta, dopo la nascita del comune di Massarosa nel 1870. Il suo territorio è un attivo centro industriale e culturale, popolato da circa 12 000 abitanti; noto per ospitare la casa del compositore Giacomo Puccini, il Festival Puccini e la floricultura e il celebre lungomare meta di divertimento della comunità queer. Quando il comune di Viareggio era suddiviso in circoscrizioni di decentramento, corrispondeva a quello della Circoscrizione 1. Fa parte della piana di Lucca insieme a Viareggio.    

## Toponimo
Il suo nome ha origine dalla presenza di una torre che nel XV-XVI secolo sorgeva sul vicino lago di Massaciuccoli (chiamata prima Torre Guinigi e poi Torre del Turco).
Al nome originario di Torre del Lago venne aggiunto, il 21 dicembre 1938, quello di Puccini, per rendere onore al compositore che qui visse e compose molte delle sue celeberrime opere liriche. La sua residenza, Villa Puccini, sorge sul belvedere del lago di Massaciuccoli ed ospita la tomba del compositore. La villa è visitabile ed è meta di turisti ed appassionati di lirica provenienti da tutto il mondo. A poca distanza dalla villa del compositore si trova il Gran teatro all'aperto, dove vengono rappresentate le sue opere ed altri concerti.

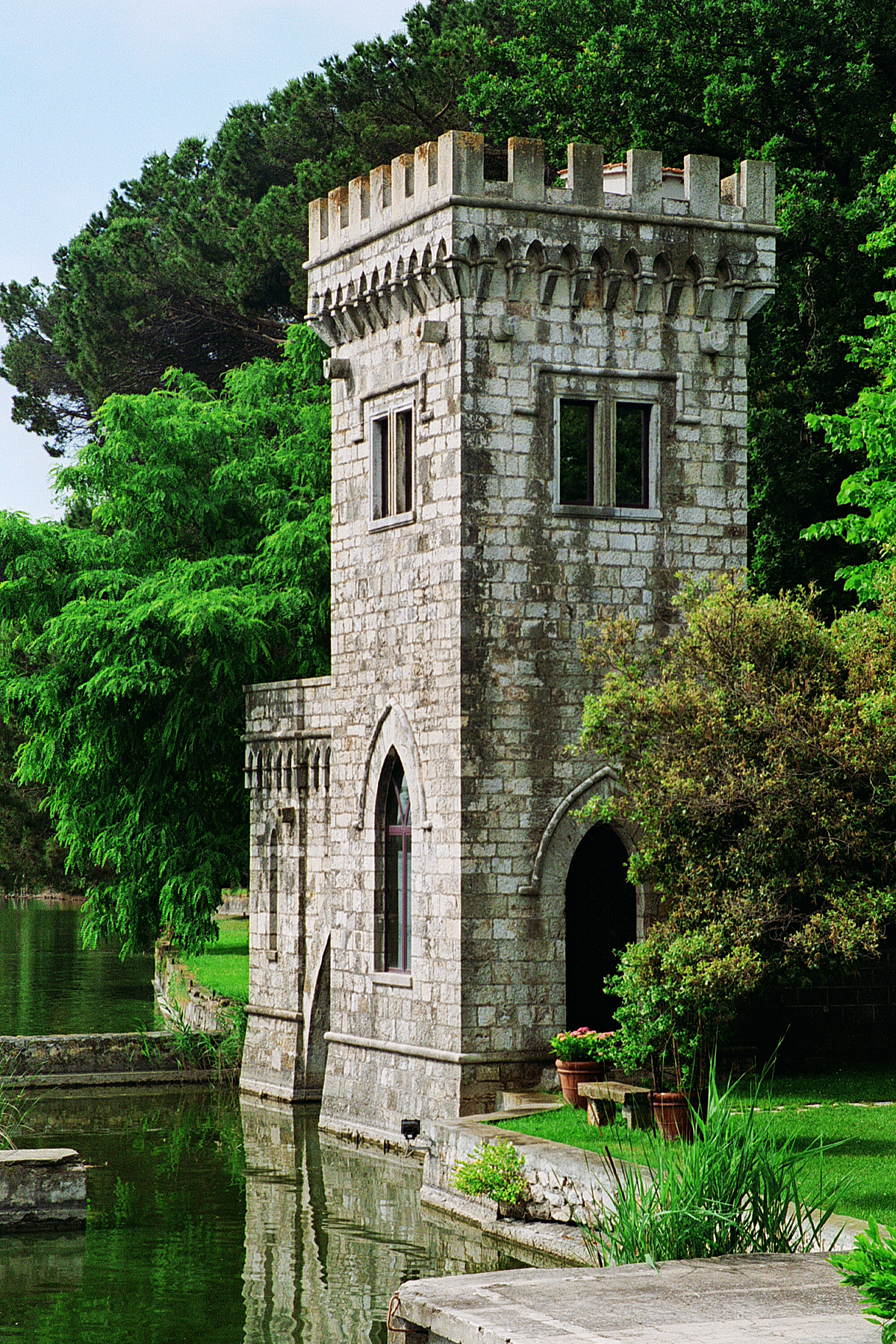
La torretta della villa Orlando, che si affaccia sul Lago di Massaciuccoli.

## Geografia fisica

### Territorio
Torre del Lago è situata in pianura, compresa fra il lago e il mare in una zona paludosa. Il territorio è infatti bagnato dal lago di Massaciuccoli, e attraversato da numerosi canali (come il Fosso Le Quindici, le Venti) provenienti dalle paludi circostanti. Il territorio, soprattutto in passato, ha visto una cospicua coltivazione di viti e piante da frutto assieme a ortaggi di vario tipo. Il terreno è fertile e attraversato da molti canali che permettono una buona coltivazione. Sul territorio è molto sviluppata la floricoltura. 
- Classificazione sismica: "zona 3" (sismicità bassa), Ordinanza PCM 3274 del 20/03/2003

### Clima
Il clima di Torre del Lago è caratterizzato da un tasso piuttosto elevato di umidità (tra 60 e 90%), con conseguenti estati afose e inverni grigi e piovigginosi, oggi più miti rispetto al passato. 
L’estate è calda e afosa, attraversata, in caso di anticiclone subtropicale, da ondate di calore con punte di 35-37 °C. Per più giorni le temperature massime si attestano sui 35 °C accompagnati da alti tassi di umidità, che contribuiscono ad aumentare il disagio fisico e rendere il clima più insopportabile. Le temperature più alte sono state registrate nel giugno 2019 con 36,5 °C e nel luglio 2017 con 38,6 °C. 
L’autunno è caratterizzato inizialmente da un periodo caldo, prolungamento dell’estate, che successivamente lascia il posto a pioggia e perturbazioni anche forti, con un netto calo delle temperature. A causa dell’elevata umidità possono verificarsi episodi di nebbia. 
L’inverno è umido e attraversato da periodi freddi, in cui al mattino le temperature possono scendere di qualche grado sotto lo zero. Frequenti, soprattutto in passato, le brinate e gelate notturne. Nel gennaio 1985 è stata raggiunta la temperatura minima di −11 °C e −7 °C nel febbraio 2012. Le nevicate avvengono prevalentemente senza accumulo, l'ultima grande nevicata è avvenuta tra il 27 febbraio e il 1º marzo 2018. Episodi nevosi di particolare rilevanza sono avvenuti negli anni 2005, 2010, 2012, in cui la neve ha raggiunto diversi centimetri soprattutto fuori dal centro abitato. 
Nel gennaio 1985, nel 1956 e nel 1929 la superficie del lago gelò completamente a causa delle temperature di parecchi gradi sotto lo zero. 
Sempre in inverno, può verificarsi l'assenza di sole per più giorni consecutivi, a causa dell’assenza di vento e del persistere della copertura nuvolosa proveniente da ovest. 
L'umidità relativa media annua fa registrare il valore di 65,1% con minimi di 60% a gennaio e a febbraio e massimo di 69% a settembre. L'eliofania assoluta media annua si attesta a 5,9 ore giornaliere, con massimo di 9,2 ore giornaliere a luglio e minimo di 2,8 ore giornaliere a dicembre.
La piovosità è  di 900-1000 mm annui. In base alla media trentennale di riferimento (1961-1990), la temperatura media del mese più freddo, gennaio, è di 4 °C; quella del mese più caldo, luglio, si attesta a 28,9 °C. Le precipitazioni medie annue si attestano a 960 mm e sono distribuite mediamente in 80 giorni di pioggia, con un minimo relativo in estate ed un picco in autunno.

## Storia
Paese tranquillo, con macchie splendide fino al mare, popolate di daini, cignali, lepri,
conigli fagiani beccacce, merli, fringuelli. Padule immenso. tramonti lussuriosi e straordinari.
Aria maccherona d'estate, splendida primavera e autunno.
Vento dominante, di estate il maestrale, d'inverno il libeccio. Oltre i 120 abitanti sopradetti, 
canali navigabili, capanne di falasco, ci sono diverse folaghe, fischioni, tuffetti e mestoloni...»

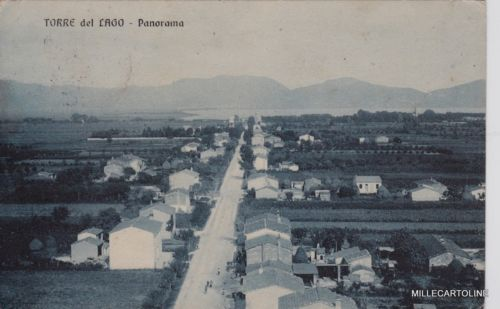
Torre del Lago dal campanile, fine '800

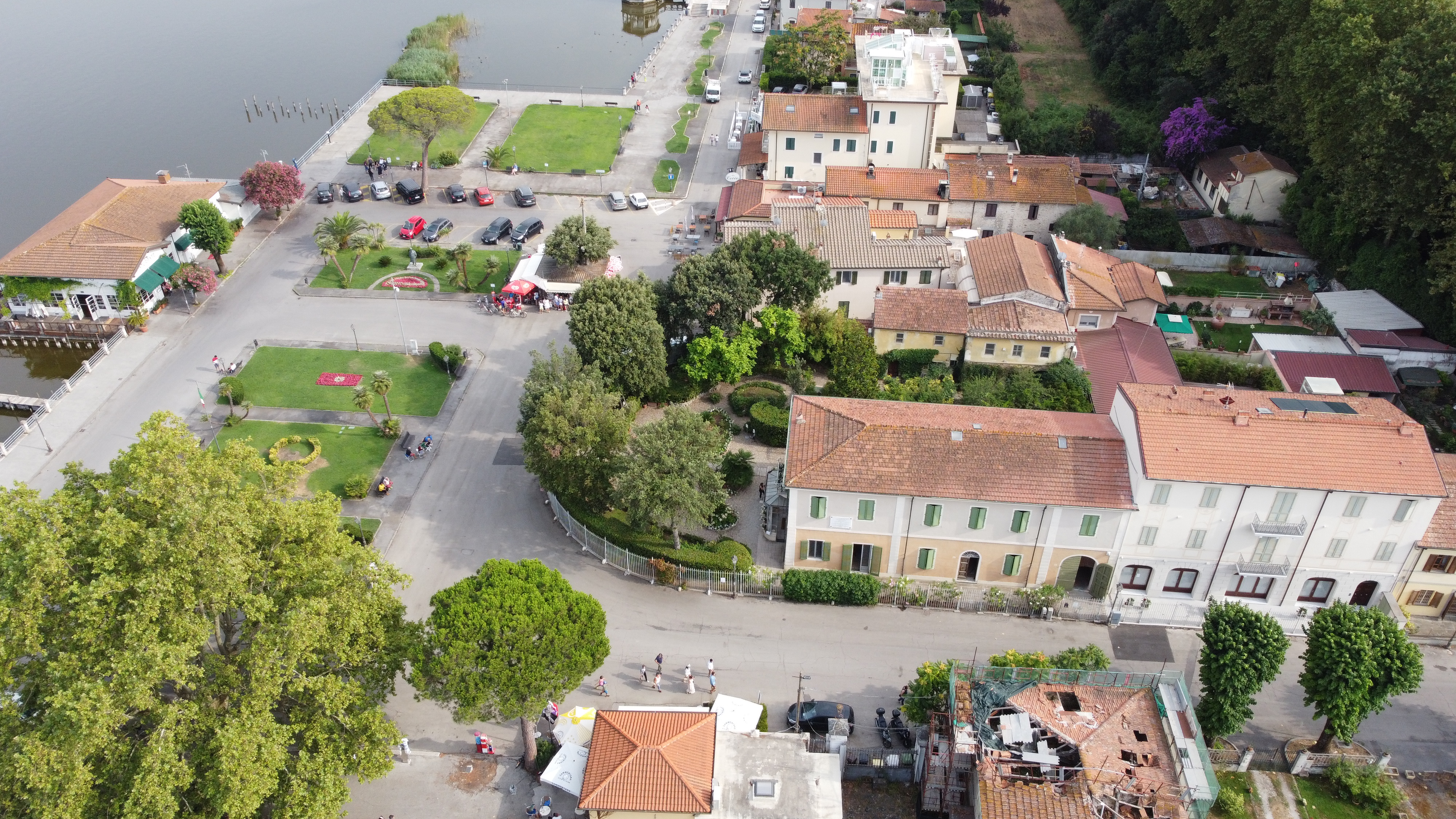
Veduta aerea di Torre del Lago (foto 2021), in primo piano la villa di Giacomo Puccini

(Giacomo Puccini)

### Dal 1700 alla fine del 1800
La storia vede apparire Torre del Lago a partire dal XVIII secolo. Da quanto risulta dagli archivi, è provato che verso il 1700 non vi era popolazione a causa della zona paludosa e che solo diversi anni dopo si stabilì sul lago qualche famiglia di pescatori. I pochi abitanti ebbero assistenza dai Padri della Certosa di Lucca, che accolsero e registrarono le prime famiglie di coloni che venivano dalla piana di Lucca. I primi coltivatori dovettero affrontare il problema delle abitazioni, che superarono utilizzando come materiale da costruzione il falasco, che ancor oggi cresce rigoglioso sulle sponde del lago. Sorsero così le pittoresche capanne che accolsero generazioni di pionieri fino al dopoguerra della prima guerra mondiale.

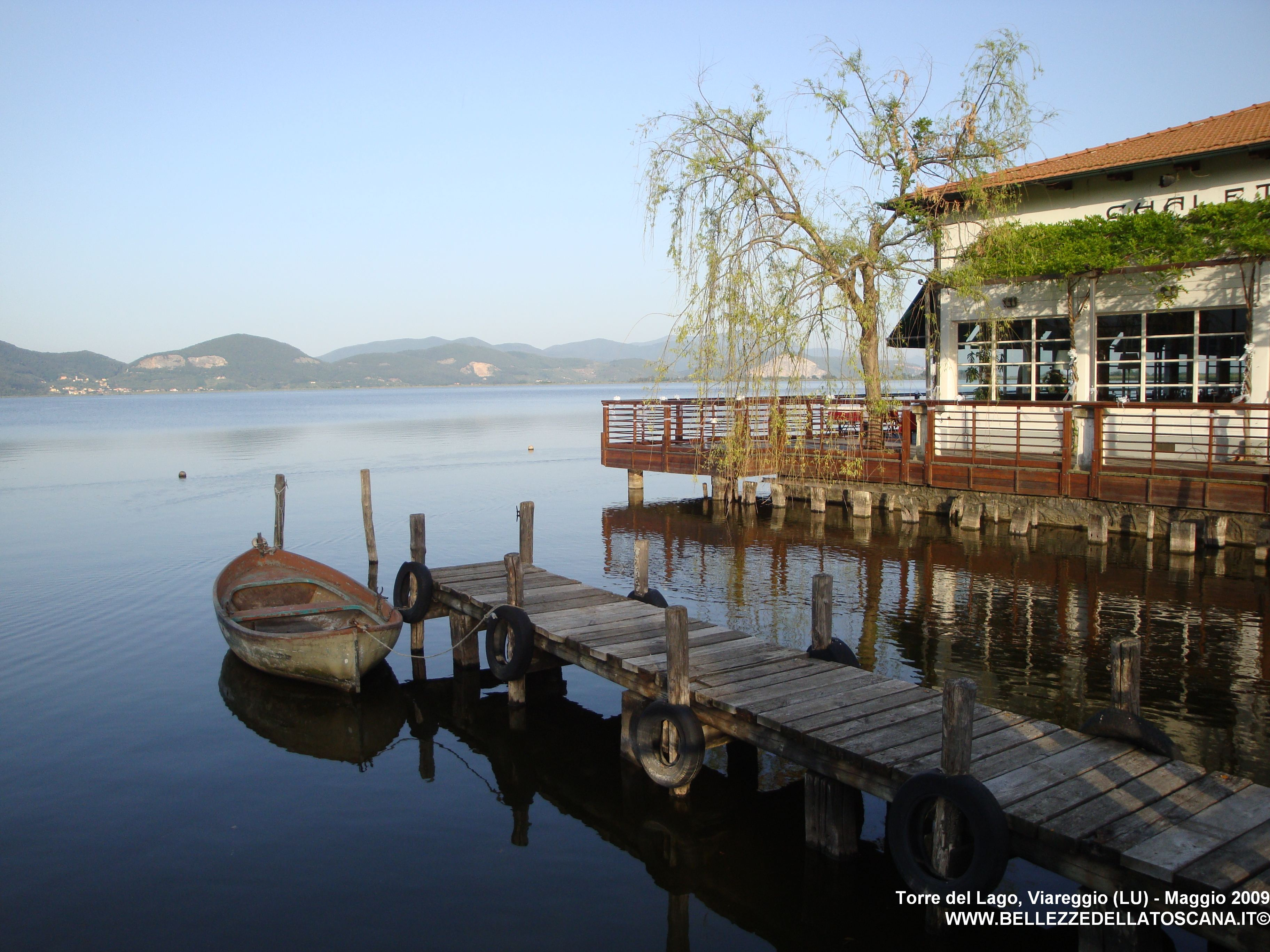
Il lago e lo chalet.

Nei primi documenti e fino al 1850 non si legge mai "Torre del Lago", ma semplicemente "Alla Macchia". Il nome attuale è dovuto al fatto che esisteva sul lago una torre di guardia (Torre del Turco o Guinigi), che si trovava nel luogo dove oggi sorge la villa Puccini e che in seguito venne adibita a torre doganale. La posizione geografica di Torre del Lago fu di importanza strategica per tutti coloro emarginati o ricercati che cercavano un posto dove nascondersi. In questo lembo di terra venivano inviati coloro che, per aver commesso crimini contro la società, erano stati allontanati dalle proprie località e città di origine per ragioni di sicurezza. A seguito di questa particolare circostanza, Torre del Lago venne ribattezzata dai viareggini "il confino". Il primo nucleo abitativo si era sviluppato sulle sponde del lago di Massaciuccoli, per poi espandersi verso l'attuale piazza e zona dove sorge la chiesa. Le prime abitazioni in muratura, sostituendo le capanne in falasco, sorsero alla fine dell'800.

### Dal primo Novecento alla seconda guerra mondiale
Nel corso del Novecento, Torre del Lago è stata protagonista di una lenta ma costante crescita. Nel marzo 1914 il centro abitato viene collegato alla linea elettrica, che portò la luce in tutte le abitazioni tramite dei pali issati sulle quattro strade principali: via Aurelia, via Dinelli e l'attuale viale Giacomo Puccini. La costruzione delle case cominciò a estendersi verso ovest, nella zona denominata "borgo" attraversata dall'attuale viale G. Marconi. Torre del Lago aveva 191 abitanti nel 1791, ma già nel 1856 la popolazione era di 904 persone. Nel 1905 il numero degli abitanti era salito a 2 700, che diventarono 4 000 circa nel 1930, per toccare la punta massima di 4 563 il 1º maggio 1950. Secondo l'ultimo censimento, la popolazione ammonta a 11mila persone.
Dopo la prima guerra mondiale venne restaurata la chiesa parrocchiale e furono fondati gli stabilimenti della SISA, per l'estrazione della sabbia silicea, nei pressi del lago di Massaciuccoli. Nel novembre 1924 muore Giacomo Puccini. I funerali, svolti inizialmente a Bruxelles, vengono celebrati anche a Torre del Lago due anni dopo, nel novembre 1926. Dal 1932 al 1935 Torre del Lago ospitò nel lago gli idrovolanti Dornier Do-X dell'Aeronautica Militare, che per esigenze belliche furono successivamente spostati a Cadimare. 
Durante il secondo conflitto mondiale Torre del Lago fu testimone di distruzione e abbandono. I ripetuti bombardamenti che colpivano la vicina città di Viareggio ebbero ripercussioni anche sul piccolo centro dell'epoca. Per cercare un rifugio sicuro e con la successiva occupazione nazista, lo sfollamento fu quasi totale. La Santa Messa venne celebrata per diversi mesi in padule, dove oggi sorge una cappellina dedicata alla Madonna. Il comando tedesco in ritirata fece saltare l'8 settembre 1944 la torre d'ingresso della villa Orlando, situata in fondo all'odierno viale Giacomo Puccini, e il campanile della chiesa parrocchiale, ricostruito poi nei primi anni '50. Gli alleati liberarono Torre del Lago e successivamente la città di Viareggio l'11 settembre 1944, come testimonia il bassorilievo di fianco alla chiesa di San Giuseppe. Al termine della guerra e dopo la caduta del regime fascista, venne riorganizzata anche la toponomastica stradale. Ne sono esempio il corso principale, viale Regina Margherita, che venne modificato in viale G. Marconi; e via Regina Elena che venne cambiata in via G. Matteotti.  

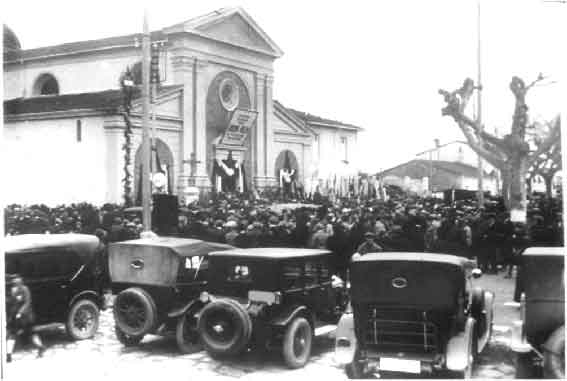
Funerali di Puccini nella chiesa parrocchiale nel 1926.

### Dal dopoguerra fino ai giorni nostri
Negli anni del boom economico del dopoguerra ci fu una notevole crescita sia per la popolazione, sia per l'edilizia. Palazzi e nuovi quartieri sorsero sempre nella zona del "borgo", divenuto nuovo centro nevralgico del paese con negozi e nuove attività. L'espansione edilizia arrivò a comprendere tutta la zona che oggi si distende dalla via Gramsci fino a viale Giovanni XXIII e nella parte che confina con la provincia di Pisa. Sulla marina vennero costruiti e fondati nuovi stabilimenti per il sempre più crescente turismo balneare. Alla fine degli anni '90 vennero iniziati i lavori per il sottopasso fra viale Marconi e viale Garibaldi, interrotti da un passaggio a livello divenuto un notevole impedimento a causa del traffico e del cospicuo transito. 
Nel 2024, in occasione del centenario della morte di Puccini, è stato restaurato con nuova pavimentazione e nuovi giardini il belvedere che si affaccia sul lago. Proprio per il centenario Torre del Lago è stata sede di partenza della sesta tappa del Giro d'Italia.

## Monumenti e luoghi d'interesse
Nel centro storico di Torre del Lago possiamo trovare molte case in architettura liberty, ma edifici più maestosi si trovano nel centro di Viareggio. Elenchiamo alcuni edifici interessanti.

### Ville
- Villa Borbone (viale dei Tigli, tra Viareggio e Torre del Lago): costruita a partire dal 1822 e più volte ampliata e ritoccata. Residenza di Maria Luisa di Borbone-Spagna, duchessa di Lucca dal 1817 al 1824. Posta all'interno di un vasto parco al tempo adibito alla caccia e alla coltura della vite, dalla villa si accede ad una fitta selva dove oggi partono diversi percorsi naturalistici, per visitare relitti dell'antica fauna del territorio, prima della piantumazione delle pinete.

Recentemente restaurato dal comune di Viareggio, in collaborazione con l'Università di Pisa, il complesso della casa e della cappella con il grande giardino, è luogo di eventi e spettacoli. L'edificio ospita anche prestigiose mostre - come quella su Puccini e Galileo Chini - ed è sede di alcuni master post laurea dell'Università di Pisa. Donato al comune nel 1985 per uso culturale.
Davanti alla villa un cippo di marmo molto deteriorato commemora l'esproprio fascista del bosco che apparteneva alla tenuta dei Borbone.

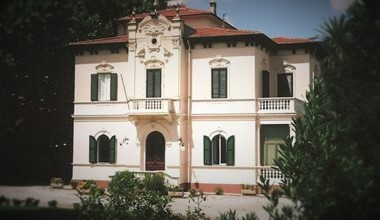
Villa Enrica

- Villa Puccini: è situata di fronte al lago di Massaciuccoli. Il compositore dopo averla acquistata, la modificò completamente, e la trasformò in una villa a due piani che vediamo ancora oggi. Grandi pittori della Versilia realizzarono affreschi e decorazioni. Questo è il luogo dove Puccini compose le sue opere e dove passò il resto della sua vita. La casa museo è visitabile ed è stata per anni gestita dalla nipote del maestro.
- Villa Orlando: è una grande villa che si affaccia sul lago, nascosta tra gli alberi. L'ingresso è su viale Puccini, dove una volta si trovava la vecchia torre. Nel 1896 fu acquistata da Salvatore Orlando, i cui eredi ancora oggi la posseggono.

Edifici storici nei quali si può ritrovare l'atmosfera delle antiche famiglie torrelaghesi:
- Villa Ricordi
- Casa Simonetti
- B&B Le Villi
- Villa Rosy (hotel)

## Chiese
La religione praticata a Torre del Lago è il cattolicesimo. Sul territorio sono presenti varie chiese, tutte facenti parte della diocesi di Lucca:
- Chiesa di San Giuseppe: è la chiesa principale del paese, eretta il 28 novembre 1776 e decorata con meravigliosi affreschi sia in facciata sia all'interno dal pittore torrelaghese Ferruccio Orlandi (1897-1975), pitture risalenti agli anni '50 che sono state oggetto di un intervento di restauro e rifacimento negli anni '90 ad opera del figlio pittore Lanfranco Orlandi (1931-2007). Fu eretta nel 1776 e intitolata a San Giuseppe. Al suo interno è presente un prestigioso organo donato dal figlio di Puccini, Antonio. Nel novembre 1926 la chiesa ha ospitato i solenni funerali di Giacomo Puccini; la salma fu portata alla villa sul lago e lì fu sepolto.
- Chiesa di San Pietro, viale Venezia, edificata nel 1962
- Chiesa di San Marco al lago, affrescata anch'essa sopra l'altare da Lanfranco Orlandi.
- Cappella estiva alla Lagomare
- Chiesa di Padre Pio (all'interno della pineta appartenente però alla diocesi di Pisa)

## Il lago

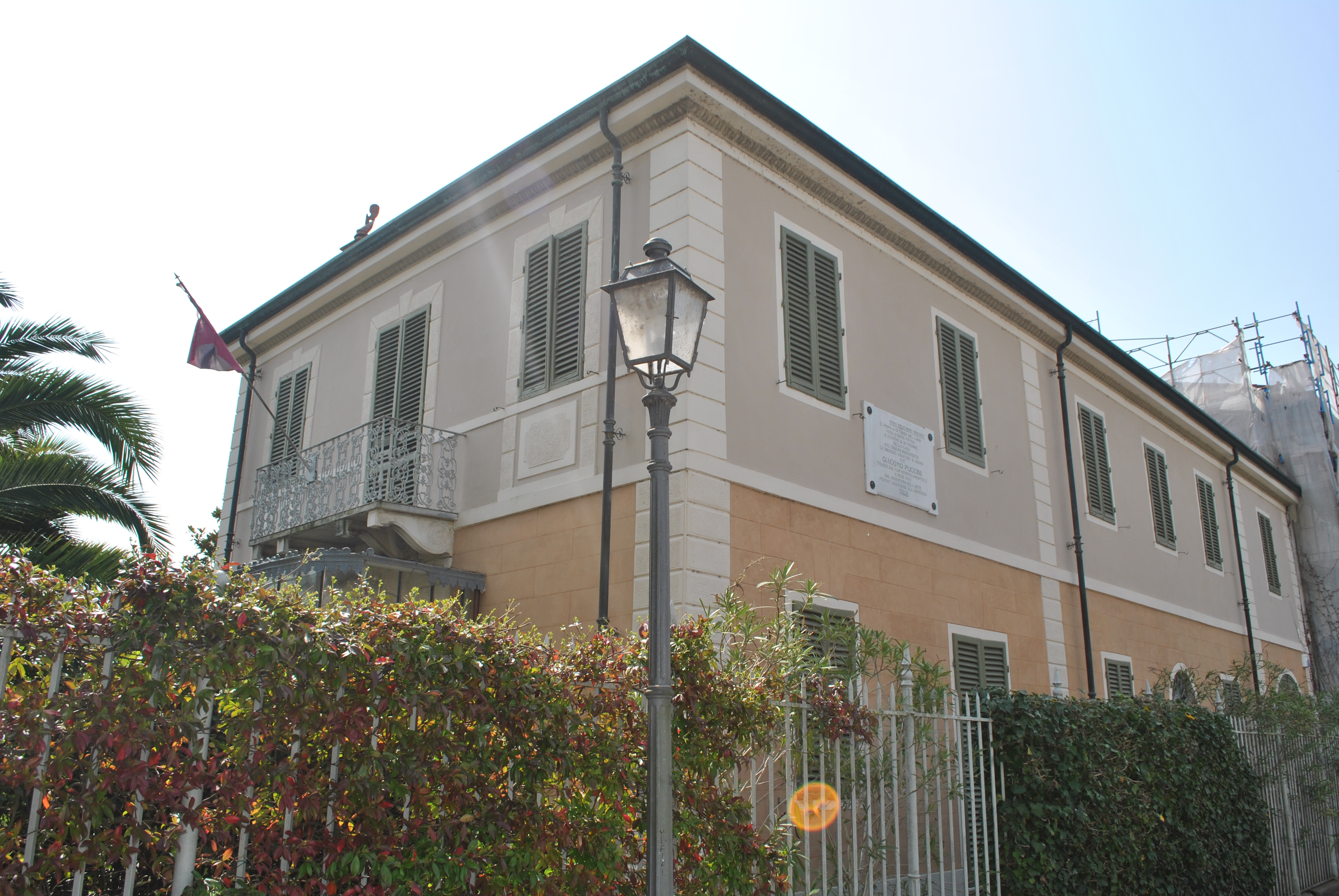
Villa Puccini.

Il lago è sicuramente uno dei luoghi più belli e conosciuti di Torre del Lago. Si arriva al belvedere tramite viale Giacomo Puccini, lungo viale alberato che collega il centro alla sponda ovest del lago di Massaciuccoli. 
Lo specchio d'acqua, di circa 6,90 km² di superficie poco profondo, è il residuo di una grande laguna formata 5.500 anni fa tra l'Arno e il Serchio. Il bacino era conosciuto già in epoca romana, come si rileva dalla Tabula Peutingeriana, come lago delle Fosse Papiriane. Dal tardo medioevo il lago divenne zona di confine tra la Repubblica di Lucca e la Repubblica di Pisa prima, poi con il Granducato di Toscana, cosa che rallentò possibili opere di bonifica. Nella prima metà del XIX secolo l'architetto Lorenzo Nottolini ideò un progetto per la bonifica del lago per conto del Ducato di Lucca, che però non ebbe seguito. Sempre durante il Ducato di Lucca le acque delle aree palustri poste a nord del lago vennero utilizzate come risaie.
Il lago fu uno dei soggetti più spesso ritratti da alcuni esponenti della pittura macchiaiola e post-macchiaiola, come Cabianca, Pagni, e soprattutto i fratelli Tommasi. Nonostante questi aspetti culturali, la zona è stata interessata da pesanti manomissioni ambientali dovute a forme improprie di sfruttamento, con riempimenti più o meno abusivi o escavazioni di rene.
Un fenomeno piuttosto raro è vedere il lago completamente ghiacciato. L'ultima volta il fenomeno si è presentato nel gennaio del 1985. Fenomeni minori furono registrati nel 1956, 1929 e all'inizio del secolo. Per i secoli precedenti mancano studi approfonditi, ma è lecito ritenere che vi siano stati altri episodi di congelamento, ad esempio nel 1709. Fino alla fine del XX secolo era invece relativamente frequente vedere ghiacciare le paludi nelle zone vicine alla riva.
Il Gazebo, originariamente una struttura lignea poggiata su palafitte e coperta di falasco, fu fatto costruire, così come lo vediamo con i suoi echi orientaleggianti, dal cav. Paolo Triscornia tra il 1922 e il 1924. Adibito a salotto culturale di un cenacolo di amici e artisti, tra cui Lorenzo Viani, Plinio Nomellini, Moses Levy, Arturo Dazzi e Carlo Carrà, era allora, collegato al villino da un pontile di legno.
Negli anni pionieristici dell'aviazione il lago venne utilizzato come base degli idrovolanti militari e nel 1931 ospitò un raduno nazionale di quasi tutte le squadriglie italiane allora esistenti. Negli anni dal 1932 al 1935 il lago ospitò i due colossi della Regia Aeronautica, i Dornier Do X. Durante la seconda guerra mondiale, nel lago avevano base alcuni reparti con compiti di ricognizione marittima e soccorso aereo, fino al giorno dell'armistizio, quando la base fu smantellata.
Nel 2024, anno del centenario della morte di Giacomo Puccini, il belvedere è stato completamente ristrutturato, con la rimozione delle spallette e il rifacimento della pavimentazione e dei giardini. 

## Marina di Torre del Lago

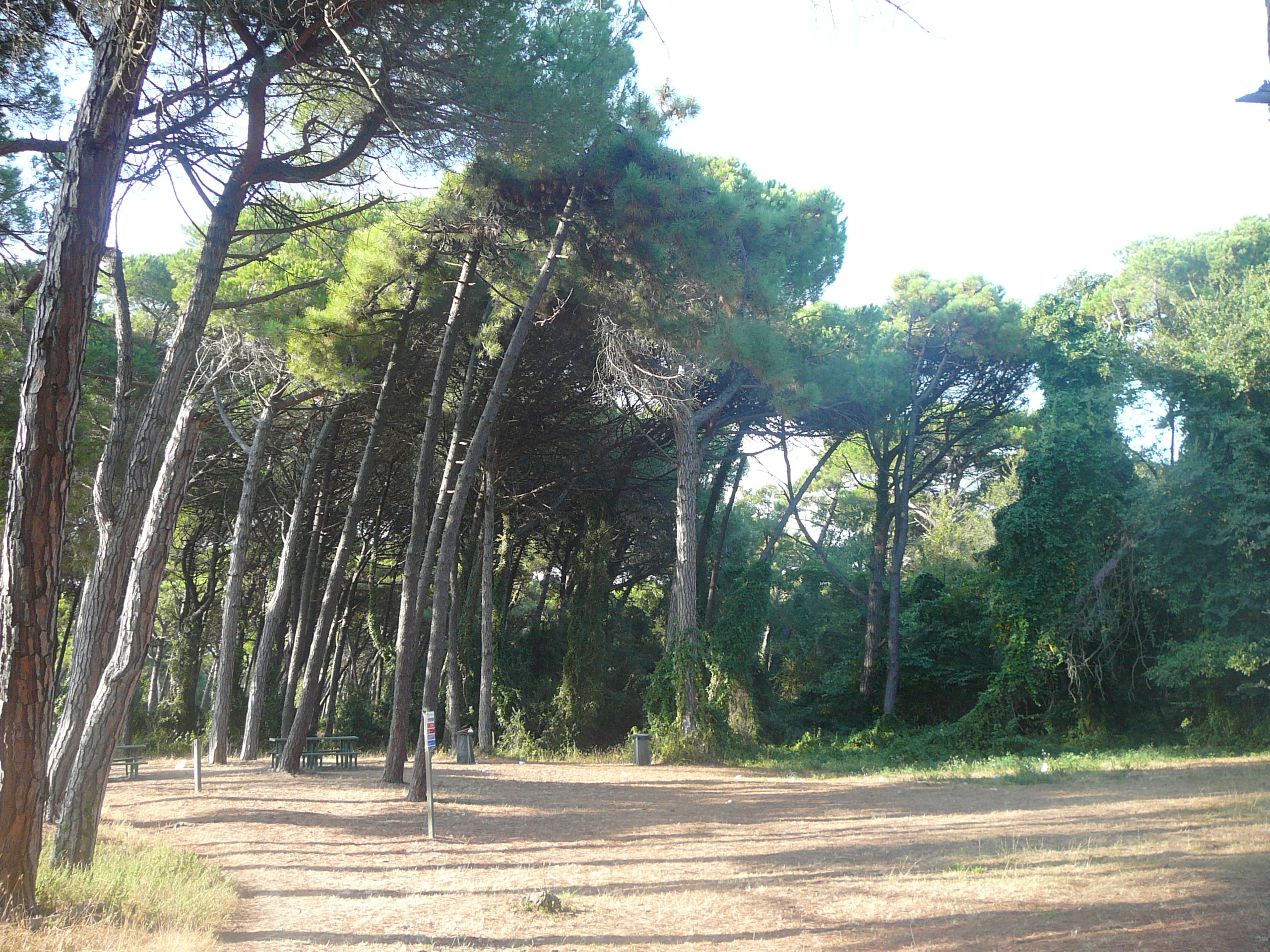
La pineta di Torre del Lago.

Torre del Lago è compresa tra lago e mare. Molto noto è il lago, ma anche la marina è molto conosciuta grazie ai suoi ristoranti, pizzerie, discoteche e stabilimenti balneari, i più vecchi originari dal 1900, che si susseguono sul lungo viale Europa. Andando verso Viareggio si incontrano le spiagge libere, la più famosa delle quali è quella della Lecciona.

### La pineta di Levante
la Pineta è una vasta area verde che va dal quartiere Darsena di Viareggio fino a Torre del Lago Puccini. Fa parte del Parco naturale di Migliarino, San Rossore, Massaciuccoli. L'antropizzazione è minore rispetto alla Pineta di Ponente a causa dei vincoli naturalistici che la tutelano. In questa pineta si trova la Villa Borbone.

## Rivendicazioni di autonomia
Una parte degli abitanti di Torre del Lago Puccini ha, in più occasioni, manifestato la volontà di diventare un comune autonomo da Viareggio. Nel 1988, 27 e 28 giugno, i soli abitanti della frazione presero parte a un referendum consultivo nel quale l'82,30% si espresse a favore della separazione. La richiesta fu tuttavia respinta. Nel 2004, 12 e 13 giugno, si è tenuto un secondo referendum esteso a tutti gli abitanti del comune, in base alla nuova legge regionale della Toscana. L'affluenza è stata del 66,26% degli aventi diritto che si espressero al 40,73% per il sì ed al 59,27% per il no; la richiesta è stata quindi respinta. A parziale compenso la frazione ottenne l'istituzione di una circoscrizione di decentramento comunale con particolari attribuzioni in un ampio ventaglio di materie: urbanistica, edilizia privata, commercio e polizia amministrativa, parchi e giardini, ordinaria manutenzione del cantiere circoscrizionale. Con la legge statale 191/2009 (spending review), e segnatamente il relativo art. 2, co. 186, lett. b), le circoscrizioni comunali di decentramento sono state soppresse; successivamente sono poi state reintrodotte, in via  facoltativa, per i soli comuni con popolazione superiore ai 250.000 abitanti.

## Cultura e cultura queer

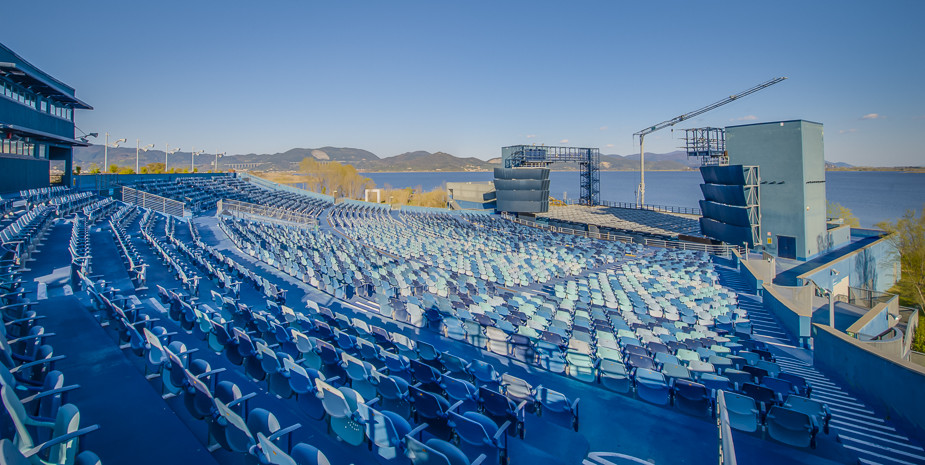
Gran Teatro all'aperto

Ogni anno, nel periodo estivo, in onore di Puccini si tiene un festival lirico, il Festival Puccini, nel quale vengono rappresentate, in un teatro all'aperto che si affaccia sul lago di Massaciuccoli, alcune opere del compositore da tempo presenti stabilmente nel repertorio lirico.
Marina di Torre del Lago é famosa in Italia e nel mondo per la sua "movida for gay, lesbian & Friends" in un contesto rispettoso e giocoso della comunità queer italiana e non e sul lungomare é un susseguirsi di locali famosi seguitissimi anche sui social. Gli eventi, i concorsi di bellezza e molto ancora, continuano tutto l’anno sia in estate che in inverno e con tanti eventi e attrazioni aperte a tutti e molto frequentati che rendono il viale unico nel panorama italiano.
L'incanto del parco naturale essendo ameno, ha reso possibile la pratica del Naturismo sancito per delibera comunale in un tratto della Spiaggia della Lecciona tra pali di segnalazione 13 e 15.

## Cucina
I piatti tipici torrelaghesi ad oggi sono rari da trovare, ma la selvaggina palustre è stata per molto tempo protagonista della gastronomia locale: germani, alzavole e marzaioli arrosto, beccacini, penne con la folaga, sono stati i più celebri. Agli uccelli palustri si affacciavano quelli della macchia, quali i colombacci, le beccacce, fagiani e altri piccoli migratori che costituivano assieme a cinghiali, daini e lepri un patrimonio faunistico di grande importanza, che in cucina rappresentavano il vanto della ristorazione locale.
Tipici dolci che da oltre un secolo accompagnano la festa di san Giuseppe a Torre del 
Lago sono le torte con i bischeri (o torte di San Giuseppe, o più semplicemente torte al riso e cioccolato): dolci di pasta frolla con impasto di riso, uvetta, pinoli, cioccolato e liquore. Altri piatti tipici della cucina locale sono i tordelli con il ragù, polenta con cinghiale.

## Turismo

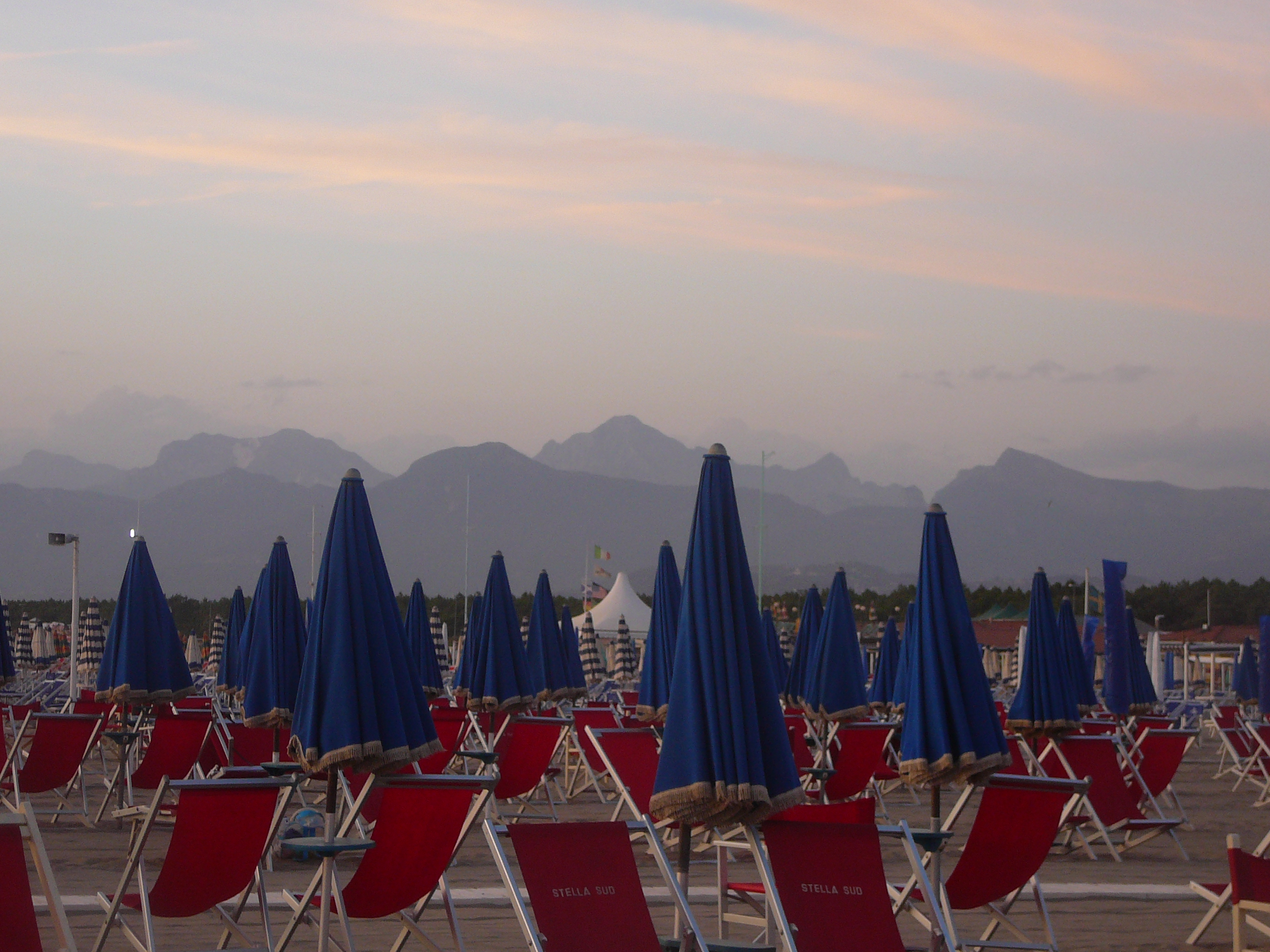
La spiaggia di Torre del Lago.

Torre del Lago è anche famosa per la sua marina, molto frequentata specialmente nel periodo estivo, per la presenza di ristoranti e discoteche, e per la spiaggia della Lecciona. Torre del Lago è fulcro del progetto Friendly Versilia, principale e più nota esperienza italiana di turismo gay.

## Sport
Il Porticciolo Velico incastonato tra il Belvedere e il Gran Teatro all'aperto ospita un centro C.O.N.I. per la vela comprensivo di scula di vela F.I.V. e un circolo di canoa-kayak molto attivi. 

## Infrastrutture e trasporti

### Strade
Torre del Lago è caratterizzata da lunghi viali alberati, che attraversano tutto il centro abitato. 
Storicamente, a partire dal primo centro storico, le abitazioni si sono sviluppate lungo la Strada statale 1 Via Aurelia, servita oggi da autocorse in servizio di trasporto pubblico locale svolte dalla società autolinee toscane. 
Torre del Lago si snoda su quattro principali assi stradali, che sono viale Giacomo Puccini, viale G. Garibaldi e viale G. Marconi, e la già citata via Aurelia. Fuori dal centro troviamo viale Falcone e Borsellino, via vittime del XXIX Giugno che collega la variante Aurelia, viale Giovanni XXIII, viale Venezia e viale J. F. Kennedy.
È presente un’uscita sulla variante superstrada (Torre del Lago centro - marina) prolungamento della strada Statale Aurelia. 
Le uscite autostradali per Torre del Lago sono due, quella di Viareggio (versilia sud) e quella di Pisa Nord.

### Ferrovie
La località è dotata di un proprio impianto ferroviario, la fermata di Torre del Lago Puccini, lungo la ferrovia Tirrenica, servita dalle relazioni regionali Trenitalia svolte nell'ambito dei contratti di servizio stipulati con la Regione Toscana denominate anche "Memorario".

## Quartieri
Le zone di Torre del Lago sono diverse, e ancora oggi posseggono il nome dato dagli abitanti oltre cinquanta anni fa. Partendo da est troviamo la zona del "lago", che ha come strada principale viale Giacomo Puccini. Nel centro del paese si trova la chiesa con la piazza, mentre andando verso Pisa la zona è denominata "il cancello".
Proseguendo verso mare troviamo "il borgo", zona residenziale che si sviluppa da via Gramsci fino a Viale Venezia, caratterizzata da molte case risalenti agli anni '30 del secolo scorso. Seguendo il lungo viale Kennedy è situato sulla destra all'interno di un grande parco verde il complesso residenziale Lago Mare.